# Возний Юрій Віталійович
Ю́рій Віта́лійович Во́зний (нар. 6 травня 1976, м. Житомир, Українська РСР — 27 червня 2017, с. Іллінівка, Костянтинівський район, Донецька область, Україна) — український контррозвідник, полковник Служби безпеки України, співробітник Департаменту контррозвідки, начальник відділу. Учасник антитерористичної операції на Сході України. Загинув під час російсько-української війни внаслідок терористичного акту.

## Життєпис
Народився 1976 року в місті Житомир. З 1983 по 1991 рік навчався у житомирській середній школі № 16. З юних років захоплювався в'єтнамським бойовим мистецтвом, цікавився військовою справою. Закінчив Житомирський державний технологічний університет, факультет інженерної механіки, спеціальність «Автомобілі та автомобільне господарство». Мешкав у Житомирі.
З липня 1999 року розпочав військову службу в Службі безпеки України, на посаді оперуповноваженого Бердичівського міського відділу Житомирського управління СБУ. Незабаром був переведений до Департаменту захисту національної державності. У 2003 році перейшов до Головного управління по боротьбі з корупцією та організованою злочинністю, де працював у відділі боротьби з наркобізнесом. На рахунку Юрія Возного та його підрозділу: викриття злочинної організації, що використовувала схему відмивання наркогрошей через поповнення мобільних рахунків, — усі члени організації були затримані; припинення діяльності нарколабораторії з виготовлення метадону, яку прикривали правоохоронці та особи, наближені до органів державної влади; перекриття каналів контрабанди наркотиків через державний кордон; затримання учасників угруповань з розповсюдження наркотичних засобів, виявлення плантацій канабісу та інші спецоперації. У цьому ж відділі разом із Возним служив Володимир Шкіра.
З початком російської збройної агресії у складі спеціального оперативного підрозділу виконував завдання із захисту територіальної цілісності України, боротьби з російською агентурою на Донбасі.
У 2017 році очолив відділ Департаменту контррозвідки СБУ.
Загинув 27 червня 2017 року під час виконання службових обов'язків в результаті вибуху автомобіля у с. Іллінівка на Донеччині. Підрив автомобіля кваліфіковано як терористичний акт, що пов'язаний з професійною діяльністю загиблого.
З Юрієм Возним прощались 30 червня в Києві, у Будинку культури СБУ. Провести контррозвідника в останню путь прийшли Президент України Петро Порошенко, секретар РНБО України Олександр Турчинов, голова Служби безпеки Василь Грицак, бойові побратими з різних управлінь СБУ та інших правоохоронних органів. По тому було прощання в Будинку офіцерів у Житомирі, того ж дня офіцера поховали на Смолянському військовому кладовищі.
30 червня в місті Житомирі було оголошено день жалоби.
У загиблого 41-річного офіцера залишилися батьки, сестра, дружина Діана та троє дітей: дві доньки 2004 і 2010 року народження та син, який народився 15 травня 2017 року.

## Теракт
Близько 19:00 27 червня 2017 року по вул. Садовій у с. Іллінівка Костянтинівського району невстановленою особою приведено у дію вибуховий пристрій, в результаті детонації якого знищено автомобіль марки Opel Vectra, в якому перебували військовослужбовці Служби безпеки України, а також місцевий житель. В результаті вибуху загинув співробітник Департаменту контррозвідки, полковник Юрій Возний, двоє співробітників СБУ, старший лейтенант Дмитро Піддячний і лейтенант Андрій Михайленко, та цивільна особа зазнали тілесних ушкоджень різного ступеню тяжкості. Наведені обставини кваліфіковано як терористичний акт, що призвів до загибелі людини та заподіяння інших тяжких наслідків за ознаками кримінального правопорушення, передбаченого ч. 3 ст. 258 КК України.
Вибух легкового автомобіля стався поблизу ставка, на стоянці. Постраждалих на кареті швидкої медичної допомоги доставили в хірургічне відділення Костянтинівської міської лікарні № 5, а близько 22:00 вони були направлені в місто Дніпро. На місці події працювали співробітники вибухо-технічної лабораторії міста Краматорська, прокуратури, СБУ, оперативно-слідча група Національної поліції.
Досудове розслідування здійснює Військова прокуратура сил АТО.
Теракт на Донеччині стався після того, як вранці того ж дня у Києві було підірвано автомобіль полковника ГУР МО Максима Шаповала.

## Нагороди
- Указом Президента України № 170/2017 від 30 червня 2017 року, — за особисту мужність і високий професіоналізм, виявлені у захисті державного суверенітету та територіальної цілісності України, самовіддане служіння Українському народові, — нагороджений Орденом «За мужність» III ступеня (посмертно)[10].
- 18 серпня 2017 року нагороджений Орденом «Народний Герой України», церемонія нагородження пройшла у Вінниці, орден вручено батькам Юрія Возного[11].
- За боротьбу з корупцією та організованою злочинністю нагороджений відзнакою СБУ нагрудним знаком «Хрест доблесті» ІІ ступеня (17.02.2009, наказ № 157-ос) та іншими відомчими відзнаками.

## Вшанування пам'яті
11 травня 2018 в Житомирі, на фасаді будівлі ЗОСШ № 16 відкрито меморіальну дошку на честь випускника школи Юрія Возного.

## Про нього
Петро Порошенко, Президент України: «Юрій Віталійович Возний — контррозвідник, полковник. За його спиною велика кількість завдань, які були блискуче виконані».
Ірина Коцюба, громадська активістка: «Він був самим чесним опером, начальник контррозвідки».